# Тони Рэндалл
Тони Рэндалл (англ. Tony Randall, при рождении Артур Леонард Розенберг (англ. Arthur Leonard Rosenberg); 26 февраля 1920 — 17 мая 2004) — американский актёр, комик, продюсер и режиссёр. За свою шестидесятилетнюю карьеру Рэндалл получил шесть номинаций на премию «Золотой глобус» и шесть номинаций на премию «Эмми», став обладателем одной из них.

## Биография
Тони Рэндалл (настоящее имя Артур Леонард Розенберг) родился в городе Талса, штат Оклахома, в семье Мойше и Джулии Розенбергов. Его отец занимался продажей предметов искусства и антиквариата. Рэндалл получил образование в Центральной высшей школе Талсы (англ. Tulsa Central High School).
Он продолжил обучение в Северо-Западном университете, но проучился там всего год, а затем переехал в Нью-Йорк, где посещал занятия в театральной школе. Его преподавателями были Сэнфорд Мейснер и хореограф Марта Грэм. Под именем Энтони Рэндалла он работал на сцене с такими звёздами, как Джейн Коул в «Кандиде» (по пьесе Джорджа Бернарда Шоу) и Этель Бэрримор в «The Corn Is Green» (по пьесе Эмлина Уильямса).
В годы Второй мировой войны Рэндалл служил связистом в течение четырёх лет в армии США. Затем работал в Театральном центре искусств Олни (англ. Olney Theatre Center for the Arts) в Монтгомери, штат Мэриленд, прежде чем вернуться обратно в Нью-Йорк.

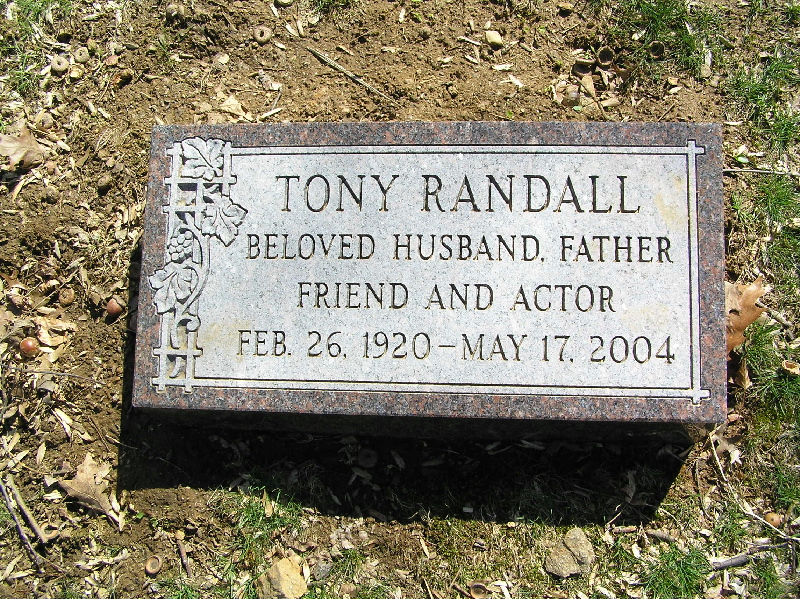
Могила Тони Рэндалла на кладбище Westchester Hills

Рэндалл был женат на Флоренс Гиббс (англ. Florence Gibbs) с 1942 года до её смерти от рака в 1992. 17 ноября 1995 года он вступил в брак с Хитэр Харлан, стажёром в одной из его театральных программ. Ему на тот момент было 75, а его новой супруге — 25 лет. Впоследствии у пары родились двое детей — Джулия Лоретта Рэндалл (англ. Julia Laurette Randall; род. 1997) и Джефферсон Салвини Рэндалл (англ. Jefferson Salvini Randall; род. 1998). Последний брак Рэндалла длился вплоть до его смерти в 2004 году.

## Фильмография
| Год  | Фильм                                                             | Роль                                                                 | Примечание                                                            |
| ---- | ----------------------------------------------------------------- | -------------------------------------------------------------------- | --------------------------------------------------------------------- |
| 1957 | О, мужчины, о, женщины!                                           | Cobbler                                                              |                                                                       |
| 1957 | Испортит ли успех Рока Хантера? / Will Success Spoil Rock Hunter? | Rockwell P. Hunter / Himself / Lover Doll                            | Номинация — Золотой глобус — Лучшая мужская роль (комедия или мюзикл) |
| 1957 | No Down Payment                                                   | Jerry Flagg                                                          |                                                                       |
| 1959 | The Mating Game                                                   | Lorenzo Charlton                                                     |                                                                       |
| 1959 | Интимный разговор                                                 | Jonathan Forbes                                                      | Номинация — Золотой глобус — Лучшая мужская роль второго плана        |
| 1960 | The Adventures of Huckleberry Finn                                | The King of France                                                   |                                                                       |
| 1960 | Займёмся любовью                                                  | Alexander Coffman                                                    |                                                                       |
| 1961 | Вернись, моя любовь                                               | Peter 'Pete' Ramsey                                                  | Номинация — Золотой глобус — Лучшая мужская роль второго плана        |
| 1962 | Boys' Night Out                                                   | George Drayton                                                       |                                                                       |
| 1962 | Two Weeks in Another Town                                         | Ad Lib in Lounge                                                     | (uncredited)                                                          |
| 1963 | Island of Love                                                    | Paul Ferris                                                          |                                                                       |
| 1964 | 7 Faces of Dr. Lao                                                | Dr. Lao / Merlin / Pan / Abominable Snowman / Medusa / Giant Serpent |                                                                       |
| 1964 | The Brass Bottle                                                  | Harold Ventimore                                                     |                                                                       |
| 1964 | Robin and the 7 Hoods                                             | Hood                                                                 | (uncredited)                                                          |
| 1964 | Send Me No Flowers                                                | Arnold                                                               |                                                                       |
| 1965 | Fluffy                                                            | Prof. Daniel Potter                                                  |                                                                       |
| 1965 | The Alphabet Murders                                              | Hercule Poirot                                                       |                                                                       |
| 1966 | Our Man in Marrakesh                                              | Andrew Jessel                                                        |                                                                       |
| 1969 | Hello Down There                                                  | Fred Miller                                                          |                                                                       |
| 1972 | Всё, что вы всегда хотели знать о сексе, но боялись спросить      | Оператор                                                             |                                                                       |
| 1979 | Scavenger Hunt                                                    | Henry Motley                                                         |                                                                       |
| 1980 | The Gong Show Movie                                               | Performer in Tuxedo                                                  |                                                                       |
| 1980 | Foolin' Around                                                    | Peddicord                                                            |                                                                       |
| 1986 | Мой маленький пони / My Little Pony: The Movie                    | The Moochick                                                         | (голос)                                                               |
| 1987 | The Gnomes' Great Adventure                                       | Gnome King/Ghost of the Black Lake                                   | (голос)                                                               |
| 1989 | It Had to Be You                                                  | Milton                                                               |                                                                       |
| 1989 | That’s Adequate                                                   | Host                                                                 |                                                                       |
| 1990 | Гремлины 2: Новенькая партия                                      | Умный гремлин                                                        | (голос)                                                               |
| 1991 | The Boss                                                          | Narrator                                                             | (голос)                                                               |
| 1993 | Смертельный инстинкт                                              | Judge Skanky                                                         |                                                                       |
| 1996 | La freccia azzurra                                                | Mr. Grimm                                                            | (голос)                                                               |
| 2003 | К чёрту любовь!                                                   | Theodore Banner                                                      |                                                                       |
| 2005 | It’s About Time                                                   | Mr. Rosenberg                                                        |                                                                       |